# 박근호 (기업인)
박근호(朴根浩, 1968년 3월 7일 ~ )는 대한민국의 기업인이다. 프로리더십센터 대표, 매일상조 구미지사장을 역임했다. 원래 이름은 박진식(朴珍植)이며, 본관은 밀양(密陽)이다. 한국 성공학의 대표적인 작가이다. 호는 무근(武根)이다. 교편 활동으로는 금오공과대학교 겸임교수와 구미대학교의 강사로 활동하였다.

## 생애
박근호는 경상북도 울릉군 북면 현포동에서 박태성의 외동아들로 태어났다. 경북기계공업고등학교를 졸업하기 전인 1986년 9월 삼성그룹에 공채로 입사하여 간부정보화 교육을 담당하면서 교육계에 입문하게 되었으며 크리스토퍼 리더십 코스를 수강하게 되면서 경상북도 구미지역을 중심으로 김천, 영주, 안동, 상주, 문경등 경상북도 지역의 크리스토퍼 리더십코스를 주관하였으며, 크리스토퍼 경북센터 소장을 맡았다.
그는 평소 바닷물이 썩지 않는 이유가 3%의 소금끼 때문이라고 생각하였으며, 시민의 3%를 크리스토퍼 리더십 코스의 수료생으로 만드는데 일조하였으며, 전국적으로 강사양성을 하였다.
이후 나폴레온 힐 재단에서의 리더십 교육과 비전교육의 힘과 역동성을 전파하면서 구미비전나눔협의회를 결성하여 2014년에 회장에 취임하였다.
한편, 구미시민들의 건강을 위해 마가목을 각급학교, 종교단체, 관공서에 기증하여, 건강하고 활기찬 사회가 되는데 일조하고 있다.
함께 하는 사람들이 생을 마감하는 것을 제대로 도와주고 싶고 잘 보내드리고 싶은 마음과 선한 영향력을 전파하는 일에 매진하고자 매일신문사에서 운영하는 매일상조와 함께 하게 되었다.

투자자 모임인 GM리더스클럽을 만들어 가난한 이들도 부의 원리를 깨닫고 봉사의 기쁨을 누릴 수 있도록 하는데 일조하였다.
음주가무가 없는 산악회의 문화 정착을 위해 '테마여행'을 통해 힐링과 트레킹을 겸한 건전한 문화 조성에 앞장서고 있다

## 학력
- 1981년 : 현포초등학교 졸업
- 1984년 : 울릉북중학교 졸업
- 1987년 : 경북기계공업고등학교 정밀기계과 졸업
- 1994년 : 한국방송통신대학교 경영학과 학사
- 1997년 : 삼성기술대학
- 2001년 : 금오공과대학교 컴퓨터공학과 학사
- 2005년 : 경북대학교 대학원 경영학 석사
- 2009년 : 금오공과대학교 대학원 경영학과 박사과정 수료

## 경력
- 1986. 09 ~ 2007. 03 : 삼성전자
- 2000. 01 ~ : 삼성전자 Sig Sigma Black Belt
- 2002. 01 ~ 2012. 12 : 크리스토퍼 리더십 경북센터 소장
- 2007. 04 ~ 2020. 06 프로리더십센터 대표
- 2010. 07 ~ 미용봉사(성심요양원) 시작
- 2012. 03 ~ 2019. 02 지역사회투자사업 (아동청소년비전형성지원서비스)
- 2012. 12 ~ 2020. 06 매일상조 구미지사장
- 2013. 09 ~ 2019. 08 형곡천주교회 홍보위원장
- 2014. 06 ~ 2019. 02 경북사회서비스 지역대표협의회 사무국장
- 2014. 09 ~ 2018. 12 GM리더스클럽 사무국장
- 2014. 12 ~ 2015. 11 구미비전나눔협의회 회장
- 2018. 01 ~ 2020. 12 바르게살기운동 형곡1동위원장
- 2021. 01 ~  바르게살기운동 구미시협의회 이사
- 2007. 03 ~  국립금오공과대학교 경영학과 강사
- 2020. 06 ~  참편한주방 (원라인 구미점) 대표